# Сотільйо
Сотільйо (ісп. Sotillo) — муніципалітет в Іспанії, у складі автономної спільноти Кастилія-і-Леон, у провінції Сеговія. Населення — 30 осіб (2010).
Муніципалітет розташований на відстані близько 95 км на північ від Мадрида, 55 км на північний схід від Сеговії.
На території муніципалітету розташовані такі населені пункти: (дані про населення за 2010 рік)
- Фреснеда-де-Сепульведа: 6 осіб
- Сотільйо: 24 особи

## Демографія
Динаміка населення (INE ):